# Comuna Ceankiv, Dunaiivți
Ceankiv (în ucraineană Чаньків) este o comună în raionul Dunaiivți, regiunea Hmelnîțkîi, Ucraina, formată din satele Ceankiv (reședința), Stepok și Zastavlea.

## Demografie
Componența lingvistică a comunei Ceankiv
     Ucraineană (99,06%)
     Alte limbi (0,8%)
Conform recensământului din 2001, majoritatea populației comunei Ceankiv era vorbitoare de ucraineană (99,06%), existând în minoritate și vorbitori de alte limbi.